# Maladera hayashii
Maladera hayashii är en skalbaggsart som beskrevs av Hirasawa 1991. Maladera hayashii ingår i släktet Maladera och familjen Melolonthidae. Inga underarter finns listade i Catalogue of Life.